# Batalhão Colômbia nº 2
O Batalhão Colômbia nº 2 (em castelhano:  Batallón Colombia No. 2) foi uma unidade militar colombiana mobilizada em 1956 como parte da Força de Emergência das Nações Unidas (UNEF). A Força fora estabelecida por causa da Crise de Suez, um confronto entre França, Grã-Bretanha e Israel contra o Egito pelo Canal de Suez.

## História
O primeiro pelotão de soldados colombianos chegou a El Arish em 10 de novembro de 1956. Eles usavam uniformes cor de areia, capacetes azuis e estavam armados com carabinas M1. Os colombianos fizeram parte da UNEF até 13 de maio de 1958.